# 赫尼拉魯德卡河
赫尼拉魯德卡河（羅馬化：Hnyla Rudka）是烏克蘭的河流，位於該國西部捷爾諾波爾州，屬於塞雷特河的右支流，發源自羅曼尼夫卡西北面，流經捷尔诺波尔区，河道全長18公里。